# Curtiss SB2C Helldiver
Le Curtiss SB2C Helldiver surnommé « The beast » (La bête) par ses équipages est un avion militaire de la Seconde Guerre mondiale.

## Conception
L'usine Curtiss reçut, ainsi que la Brewster (en), une commande de l'US Navy en mai 1939 en vue de remplacer ses lents Douglas SBD Dauntless, qui étaient les bombardiers en piqué standard embarqués sur les porte-avions américains. Il s'agissait d'un avion beaucoup plus gros, capable d'opérer à partir des derniers porte-avions et de transporter un ensemble considérable d'armement. Il comportait une soute interne de bombes qui réduisait la traînée en transportant des munitions lourdes.

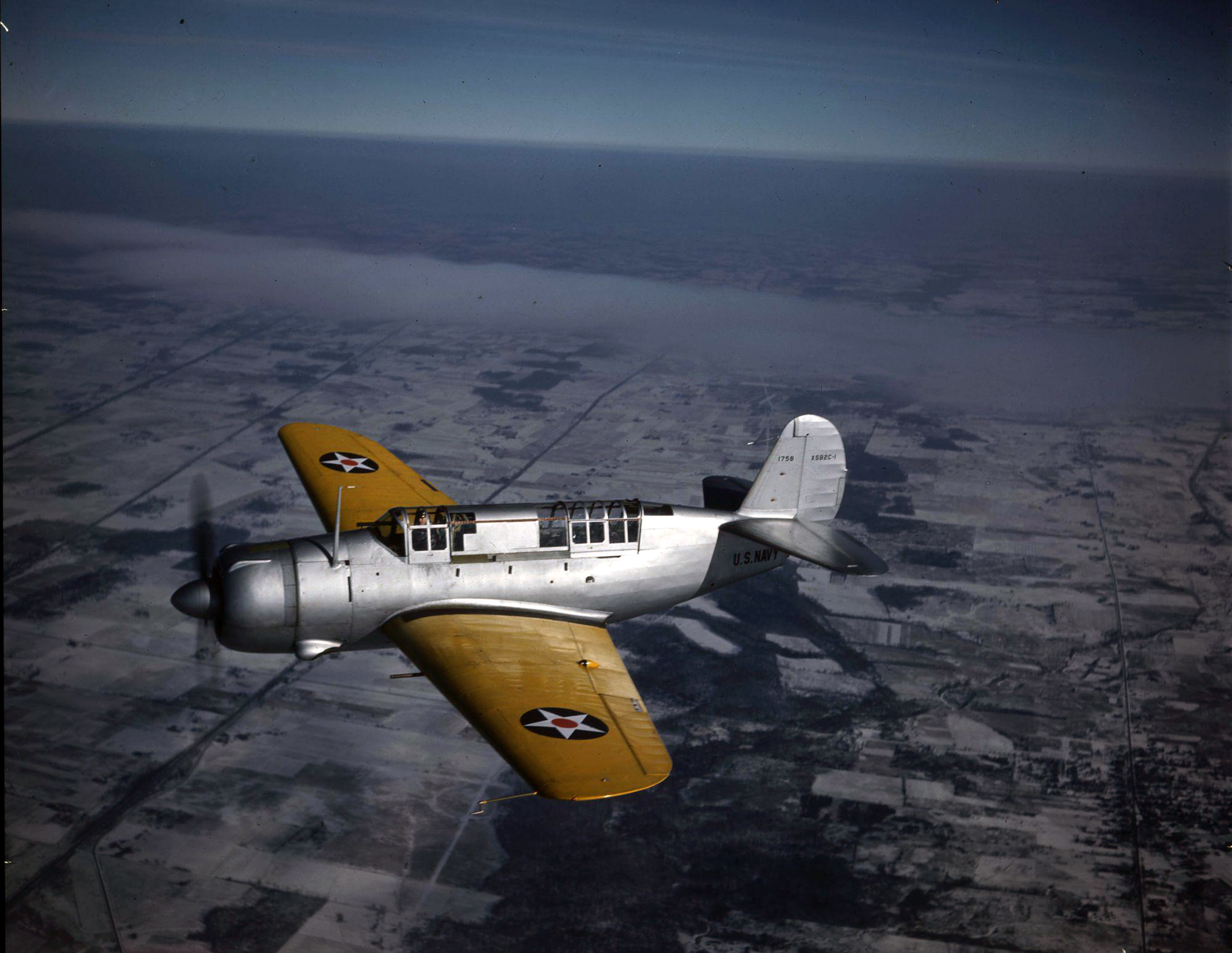
Le prototype XSB2C-1, Bureau Number 1758, lors de son premier vol le 18 décembre 1940.

Le prototype, désigné XSB2C-1, vola pour la première fois le 18 décembre 1940, mais souffrait de nombreux défauts de jeunesse liés à son moteur Wright R-2600 Twin Cyclone et son hélice tripale. Ces principaux problèmes furent les faiblesses structurelles et surtout des mauvaises qualités de vol notamment en termes d'instabilité directionnelle et de décrochage,. Ces défauts furent déjà mis en lumière en 1939, lors des essais en soufflerie des maquettes effectués au MIT, durant lesquels le professeur en ingénierie aéronautique Otto C. Koppen (en) aurait déclaré : S'ils en construisent plus d'un, ils sont fous ! faisant référence notamment à la dérive trop petite qui rendait l'appareil difficilement contrôlable.
Le prototype s'écrasa lors d'une approche finale à la suite d'une panne moteur le 8 février 1941. On demanda à Curtiss de reconstruire le prototype, mais avec des améliorations corrigeant son instabilité : un fuselage rallongé, un empennage agrandi et un pilote automatique. Le second prototype fut prêt le 20 octobre 1941, mais fut à nouveau détruit lors de tests de vol en piqué le 21 décembre 1941,.

## Engagements
États-Unis
- United States Navy
- United States Marine Corps Aviation

Le SB2C participa à toutes les opérations aéronavales de novembre 1943 à la fin de la Seconde Guerre mondiale dans l'océan Pacifique.
 France
- Aviation navale

L'aéronautique navale française reçoit février 110 SB2C-5 entre 1949 et 1954. Opérant à partir du porte-avions Arromanches avec les flottiles 3F et 9F, cet appareil combattra intensivement durant la guerre d'Indochine entre 1951 et 1954, avec des résultats excellents car sa charge offensive et sa distance franchissable sont très supérieures à celles des chasseurs Bell P-63 Kingcobra alors utilisés par l'armée de l'air française en Indochine. Il participe notamment à la bataille de Diên Biên Phu en 1954. Il est retiré du service en 1958.

## Variantes
XSB2C-1
Prototype motorisé avec un Wright R-2600-8 de 1 700 ch (1 268 kW)
SB2C-1
Version de base destinée à l'United States Navy, armée de 4 mitrailleuses lourdes de 12,7 mm dans les ailes et d'une mitrailleuse de 7,62 mm en défense. 200 exemplaires.
SB2C-1A
Désignation initiale pour la version du United States Army Air Corps qui deviendra plus tard A-25A. USMC utilisera 410 A-25A.
SB2C-1C
SB2C-1 armé de deux canons de 20 mm dans les ailes et utilisant des volets à commande hydraulique.778 exemplaires. Première version à voir le combat.
XSB2C-2
Prototype d'un SB2C-1 équipé de flotteurs. Testé en 1942. 1 exemplaire.
SB2C-2
Désignation pour un hydravion de série. 287 appareils commandés mais jamais construits.
XSB2C-3
Prototype basé sur un SB2C-1 remotorisé avec un Wright R-2600-20 de 1 900 ch (1 417 kW). 1 exemplaire
SB2C-3
Version de production basée sur un SB2C-1c remotorisé avec un Wright R-2600-20 de 1 900 ch (1 417 kW) et une hélice quadripale. 1 112 exemplaires
SB2C-3E
SB2C-3 équipé d'un radar APS-4.
SB2C-4
Version de production basée sur un SB2C-1c équipé avec des points sous voilure pour 8 roquettes HVAR de 12,7 cm ou 454 kg de bombes. 2 045 exemplaires.
SB2C-4E
SB2C-4 équipé d'un radar APS-4.
XSB2C-5
SB2C-4 converti comme prototype pour la variante SB2C-5. 2 exemplaires.
SB2C-5
Version de production basée sur un SB2C-4 avec une capacité de d'emport de carburant accrue, une verrière coulissante sans montant, une crosse d'appontage et la suppression du radar ASB. 970 exemplaires produits sur les 2 500 commandés.
XSB2C-6
SB2C-1C motorisé avec un Wright R-2600-22 de 2 100 ch (1 566 kW) et une capacité d'emport de carburant accrue. 2 exemplaires.
SBF-1
Version SB2C-1 construite sous licence au Canada par la Fairchild-Canada. 50 exemplaires.
SBF-3
Version SB2C-3 construite sous licence au Canada par la Fairchild-Canada. 150 exemplaires.
SBF-4E
Version SB2C-4E construite sous licence au Canada par la Fairchild-Canada. 100 exemplaires.
SBW-1
Version SB2C-1 construite sous licence au Canada par la Canadian Car & Foundry company. 38 exemplaires.
SBW-1B
Version SB2C-1 construite sous licence au Canada par la Canadian Car & Foundry company à destination de la Royal Navy (Loi Prêt-Bail). 28 exemplaires
SBW-3
Version SB2C-3 construite sous licence au Canada par la Canadian Car & Foundry company. 413 exemplaires.
SBW-4E
Version SB2C-4E construite sous licence au Canada par la Canadian Car & Foundry company. 270 exemplaires.
SBW-5
Version du SB2C-5 construite sous licence au Canada par la Canadian Car & Foundry company. 85 exemplaires construits (165 annulés).
A-25A Shrike
Version destinée au United States Army Air Corps sans crosse d’arrêt, ailes pliantes et avec divers changements d’équipement. 900 exemplaires.
Helldiver Mk I
Désignation de la Royal Navy pour leurs SBW-1B. 28 exemplaires.

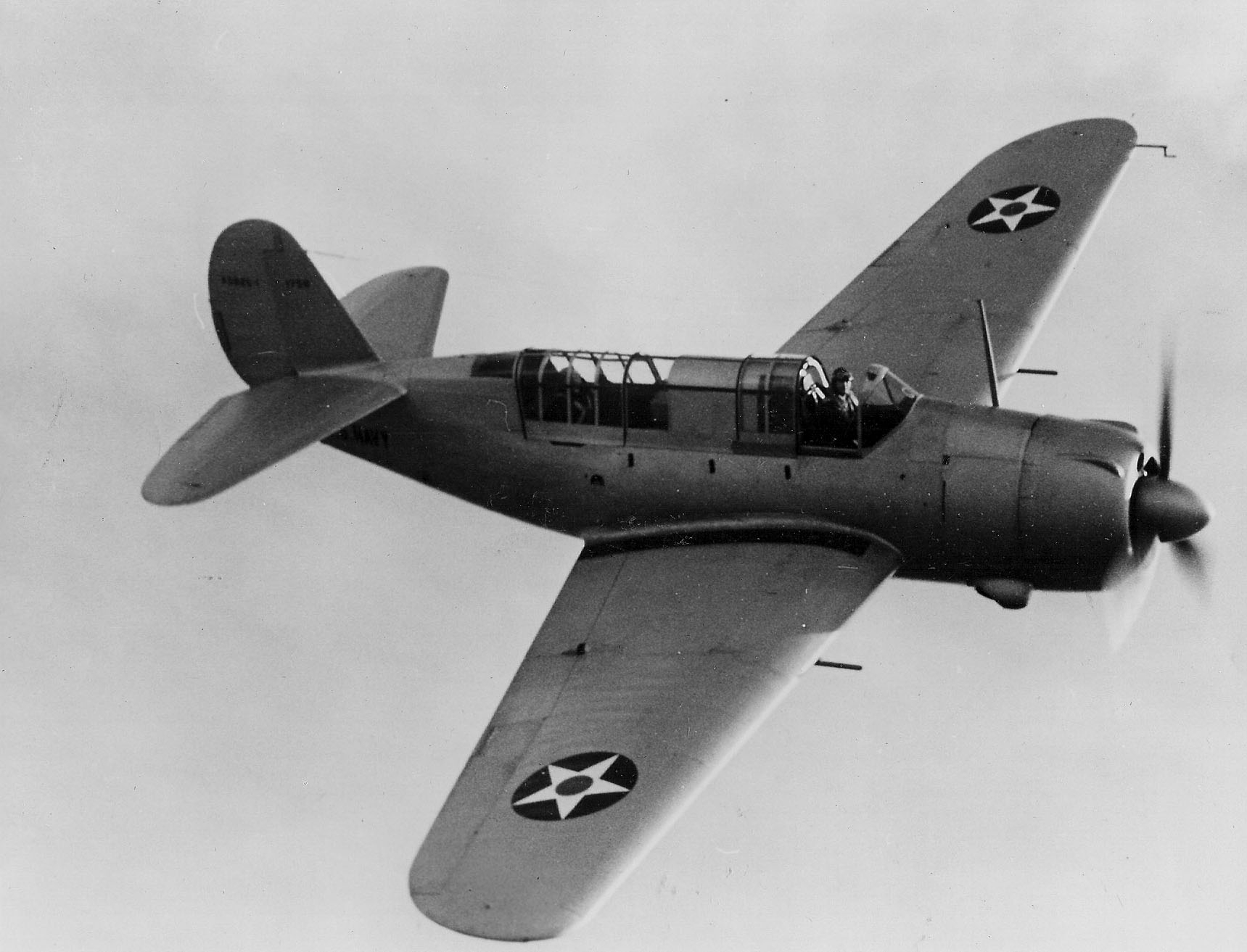
Prototype du Curtiss Helldiver XSB2C-1.
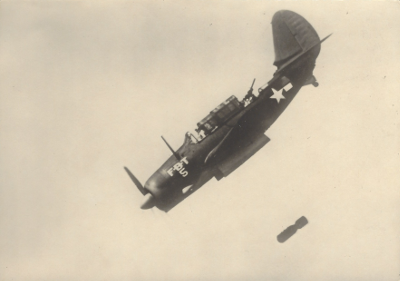
Helldiver SB2C-1 effectuant un bombardement en piqué (1943). On y voit les trappes de soute ouvertes et plus bas la bombe.
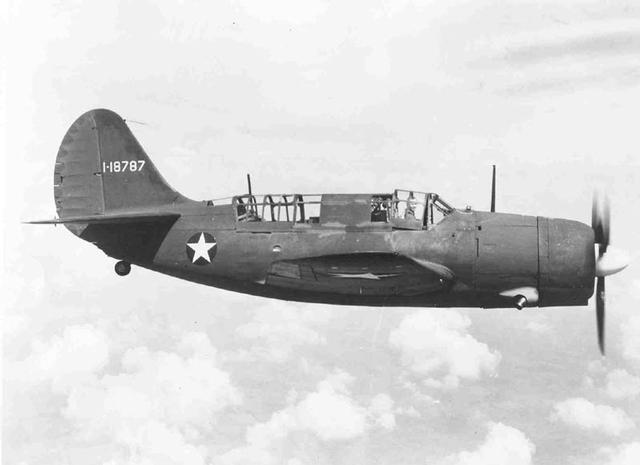
A-25A Shrike.
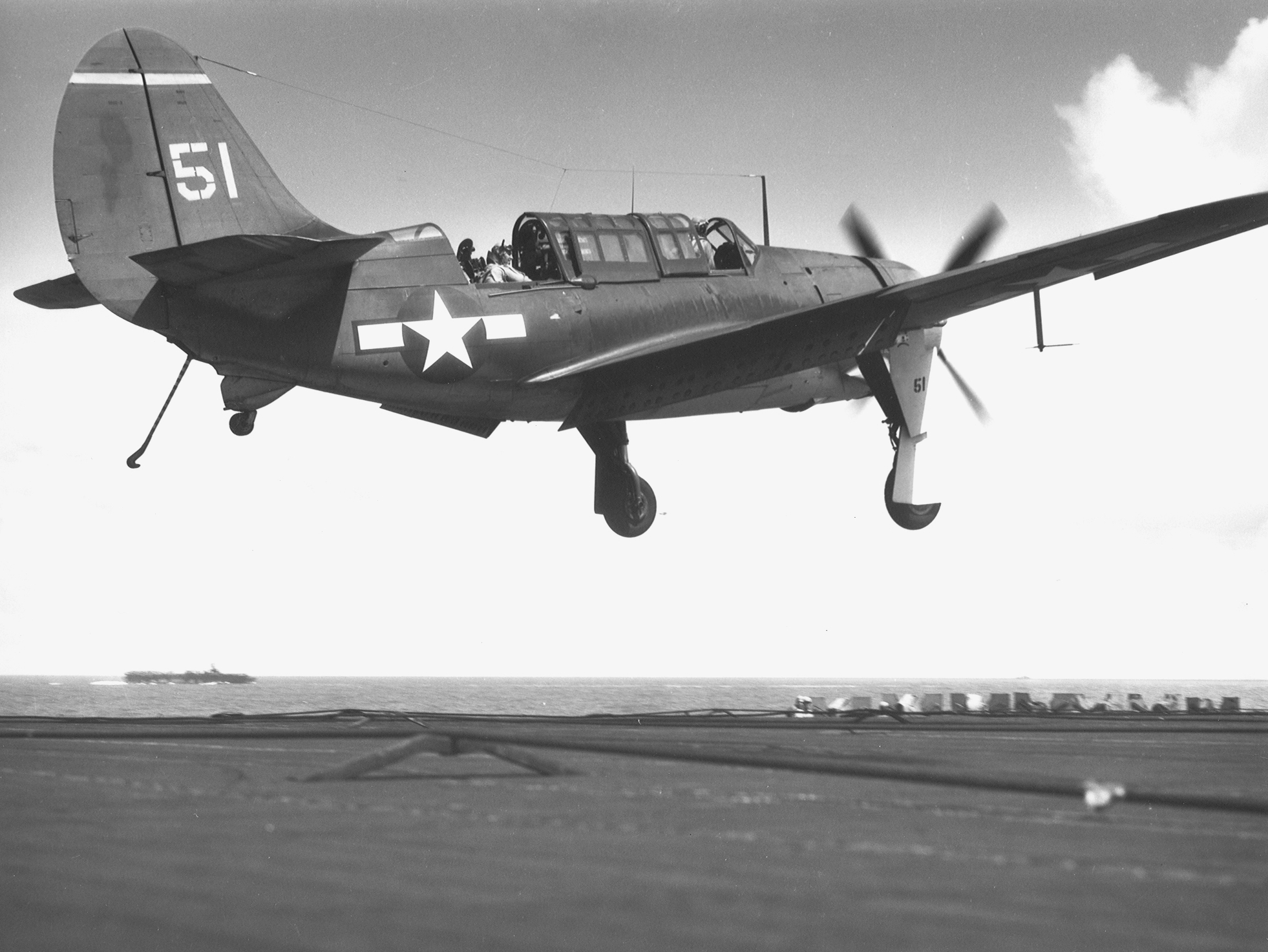
Helldiver SB2C-1C de la VB-15 se posant sur l'USS Essex (CV-9) (1944).
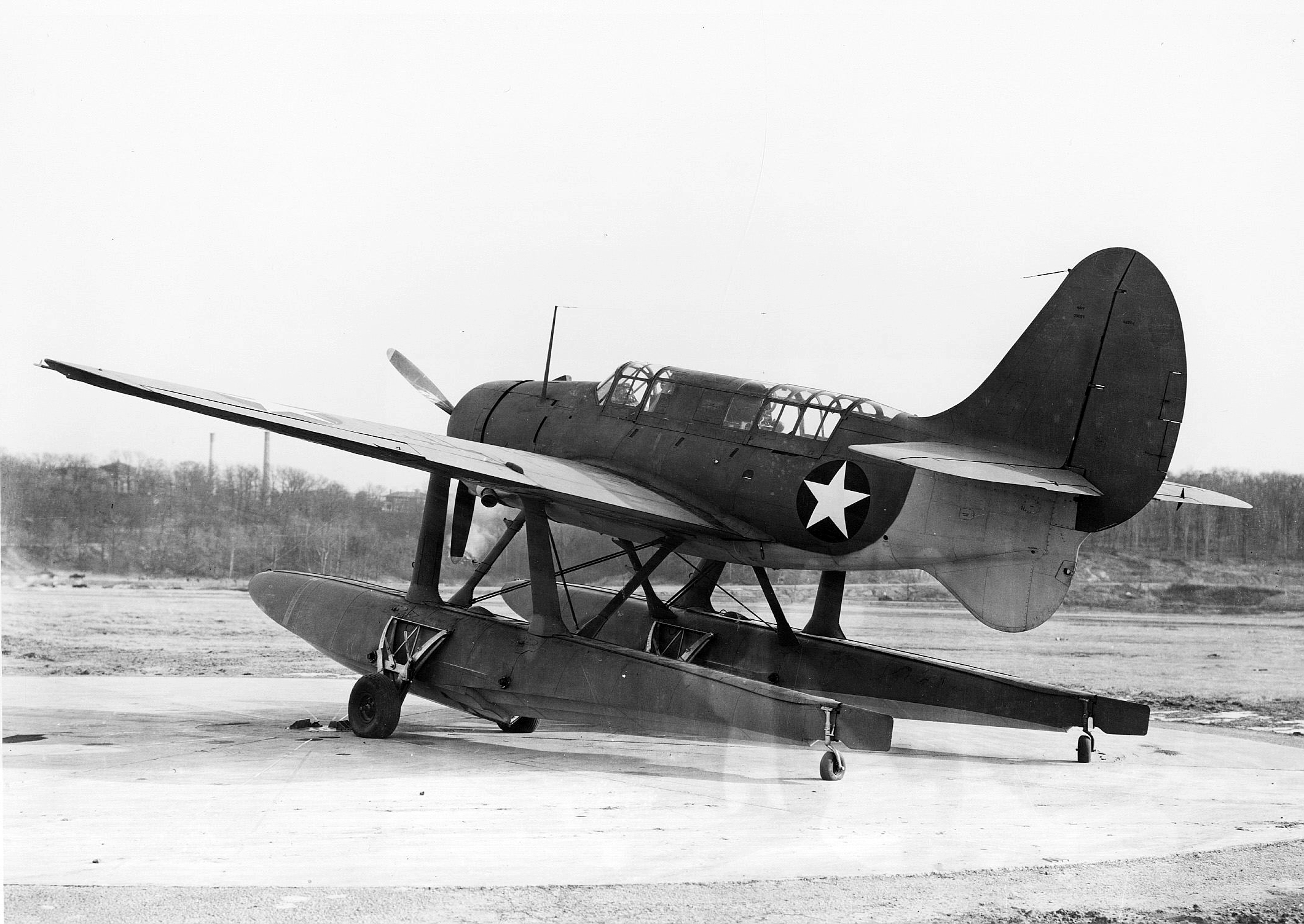
Prototype de l'hydravion à flotteur XSB2C-2 (1942).
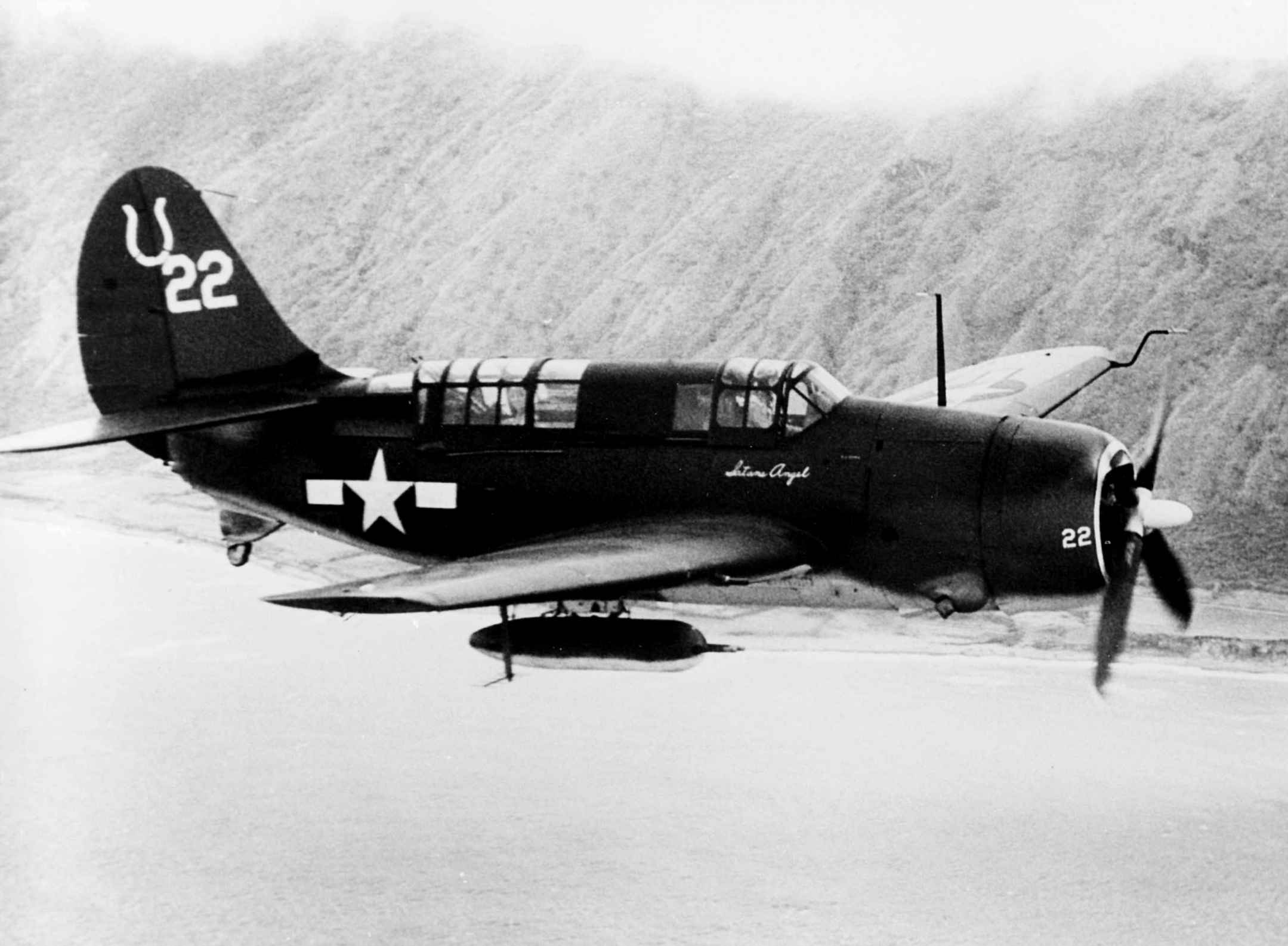
Helldiver SB2C-3 de la VB-7 au-dessus de Formose. Cet appareil nommé « Satans Angel » utilise un pod de mitrailleuses sous l'aile droite (1944).
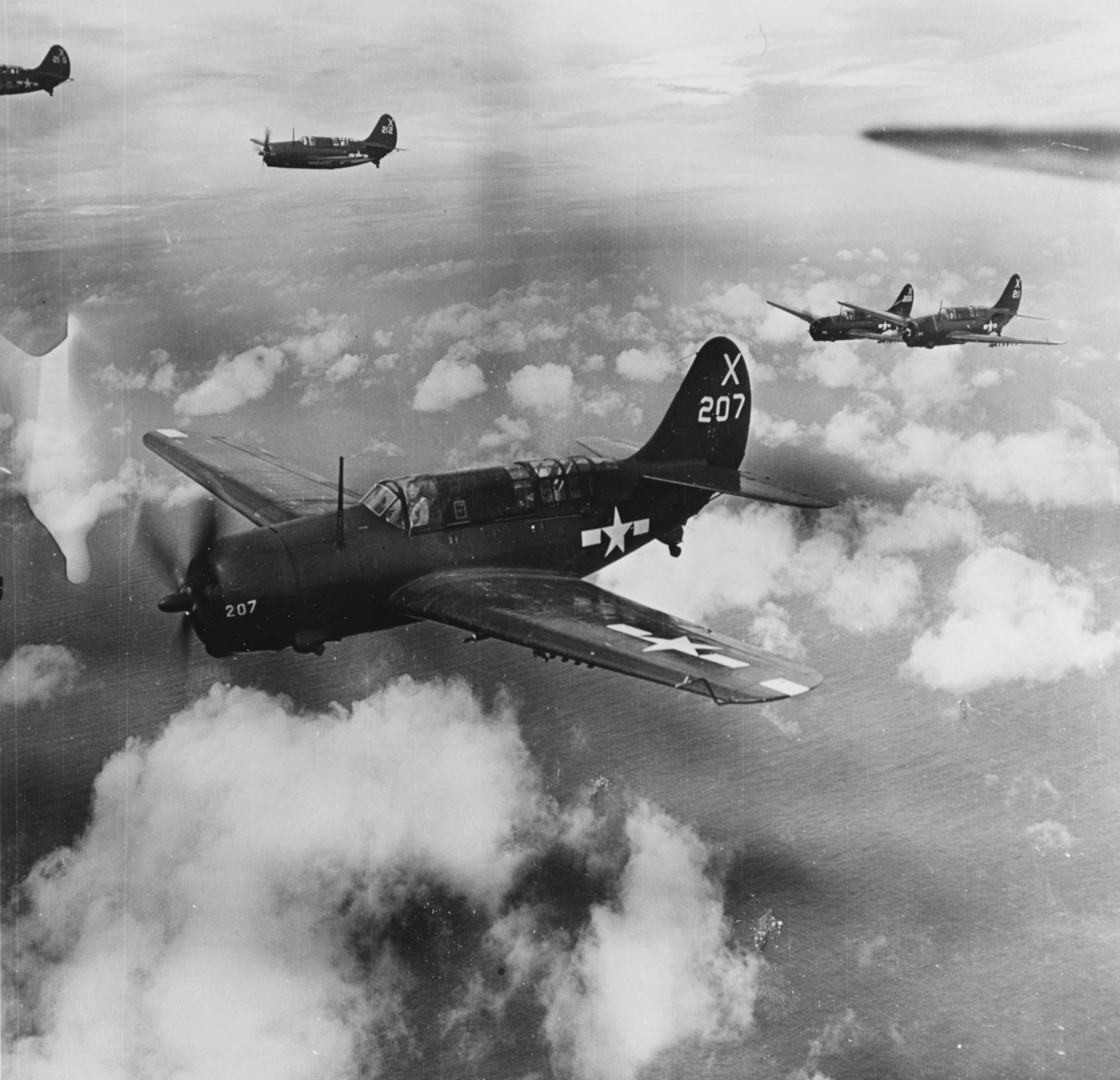
Formation de Curtiss SB2C-4 de la VB-86 (22 mars 1945).
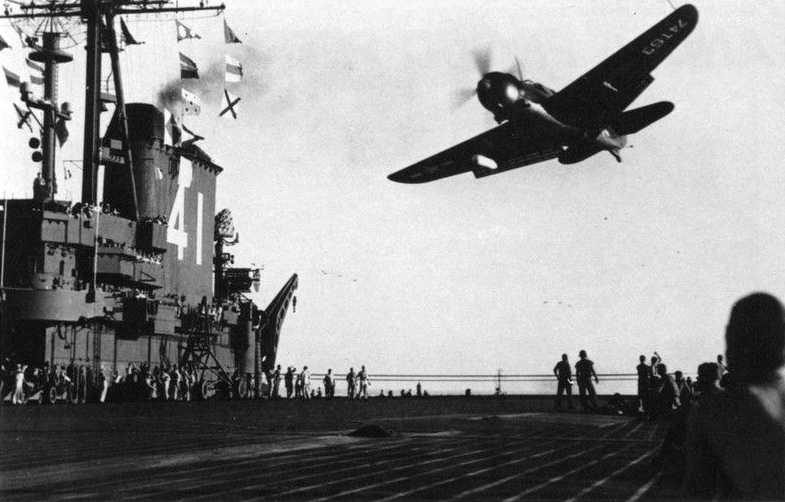
SB2C-4E de la VT-74 au-dessus de l'USS Midway (CV-41). Le pod radar APS-4 est visible sous l'aile (1946).
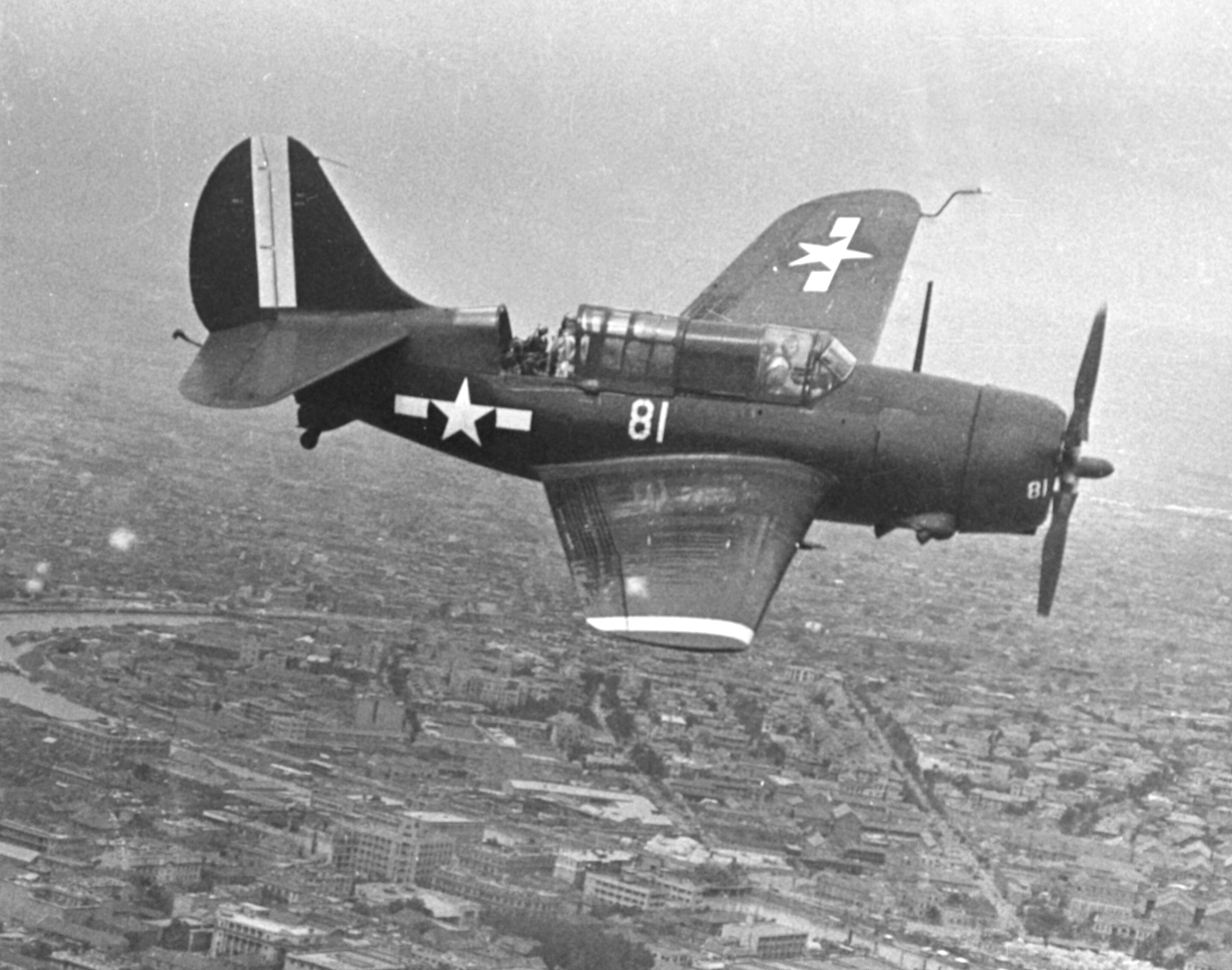
SB2C-5 Helldiver de la VB-10 au-dessus de Tianjin (septembre 1945).

## Utilisateurs
Australie
- Royal Australian Air Force

 France

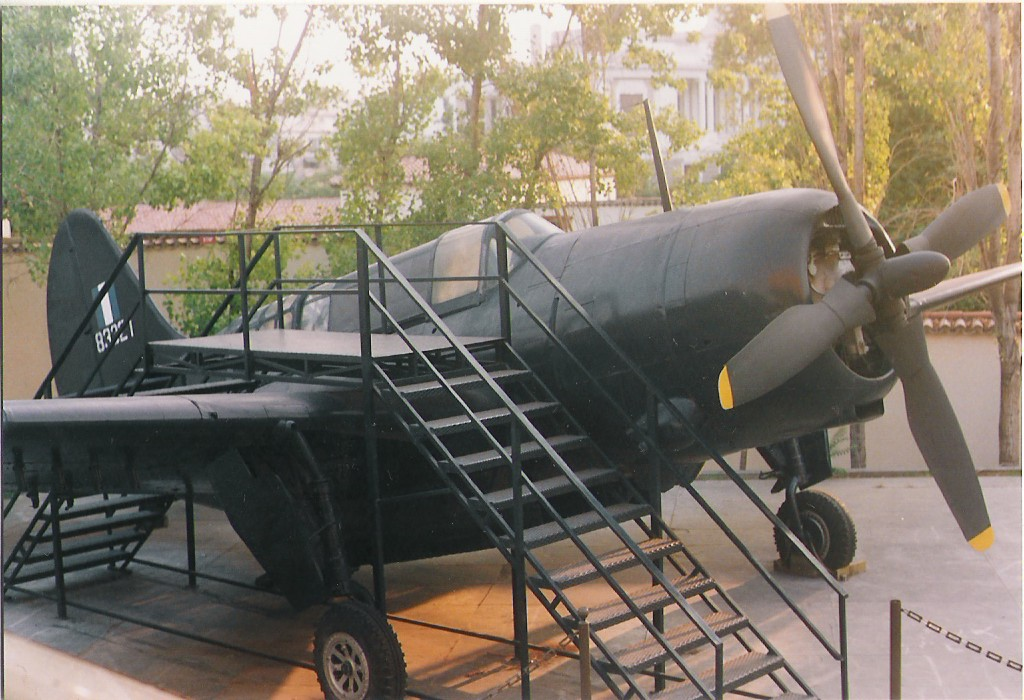
SB2C-5 grec exposé au Musée de la Guerre d’Athènes.

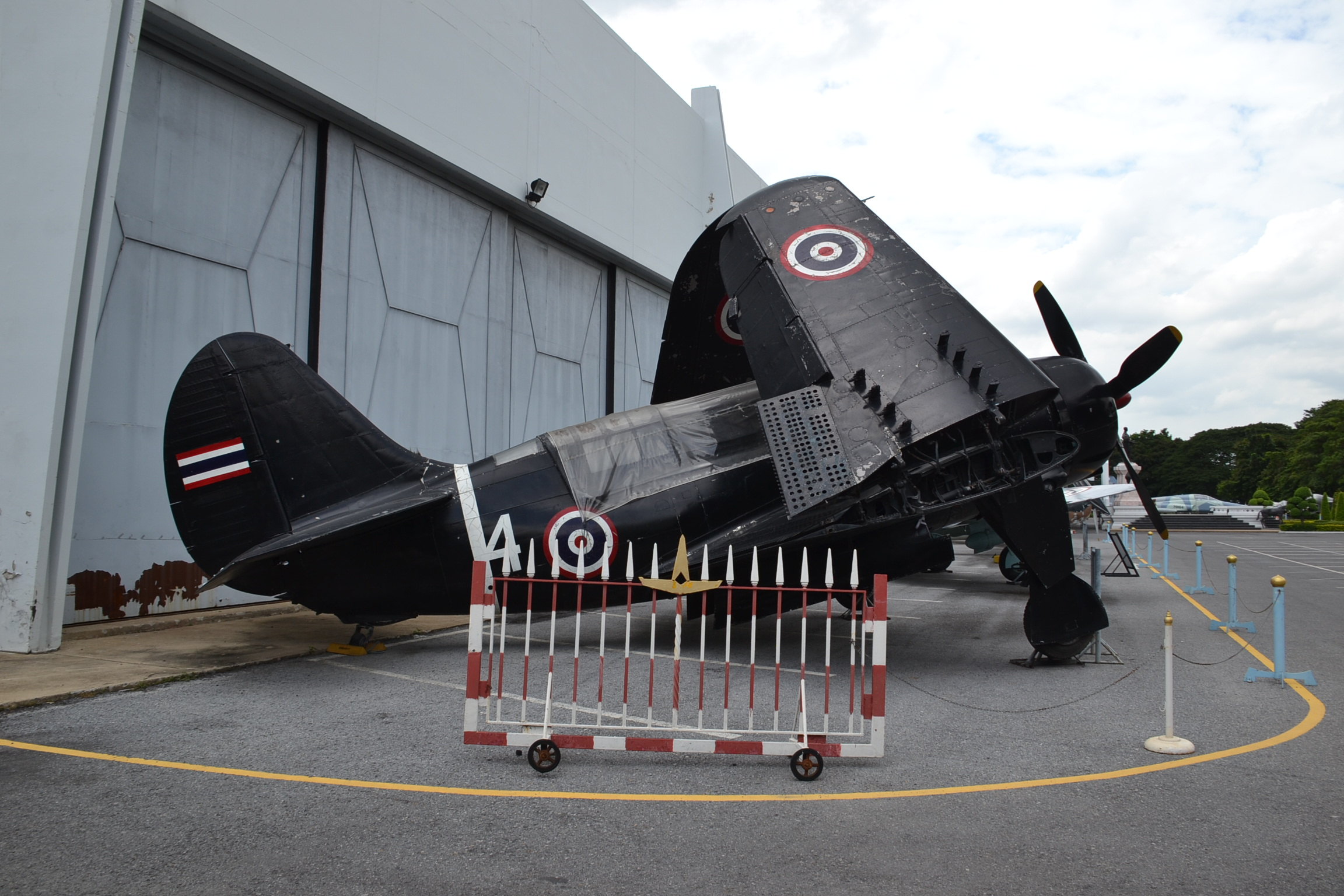
SB2C-5 Thaï exposé au Royal Thai Air Force Museum de Bangkok.

- Force maritime de l'aéronautique navale : de 1949 à 1958

 Grèce
- Polemikí Aeroporía

 Italie
- Aeronautica Militare : utilisa 42 appareils de 1950 à 1959[10]

 Portugal
- Marinha Portuguesa : jusqu'en 1952
- Força Aérea Portuguesa : après 1952

 Thaïlande
- Kong Thab Akat Thai

 Royaume-Uni
- Royal Navy Fleet Air Arm

 United States
- United States Army Air Forces
- United States Marine Corps Aviation
- United States Navy